# GM GEM
Global Emerging Markets (сокр. GEM) — автомобильная платформа американской корпорации General Motors, на которой базируются различные автомобили, продаваемые в развивающихся странах.

## История
До 2015 года корпорация General Motors продавала, в основном, слегка обновлённые версии устаревших американских моделей на развивающихся рынках. К ним относятся такие модели, как Chevrolet Lanos и Daewoo Lacetti, выпуск которых начался в 2002 и 2003 годах, соответственно. В августе 2015 года конгломерат объявил о своих планах инвестировать миллиарды долларов в разработку единой платформы для своих вторичных рынков для внедрения в ближайшие 5 лет.
В сентябре 2019 года подразделение Chevrolet представило второе поколение седана Onix. Это первый автомобиль на платформе GEM.

## Модельный ряд

### Buick
- Excelle[10] (второе поколение; 2018—2023)
- Encore (второе поколение; 2019—2023)

### Chevrolet
- Tracker[11] (четвёртое поколение; 2019 — настоящее время)
- Onix (второе поколение, 2019 — настоящее время)